# Peter Franzén
Peter Vilhelm Franzén (* 14. srpna 1971 Keminmaa) je finský herec, spisovatel, scenárista a režisér. Je známý především díky roli krále Haralda Finehairda v seriálu Vikingové (2016–2020).

## Osobní život
Franzén se narodil ve městě Keminmaa v severním Finsku. Franzén popisuje své dětství jako těžké kvůli násilnickému a alkoholickému nevlastnímu otci. Franzénův vztah k násilnickému otci se později stal hlavním ústředním bodem jeho částečně autobiografického románu Above Dark Waters. Se svou manželkou Irinou Björklundovou se seznámil během studií na Finské divadelní akademii. V roce 1999 se společně přestěhovali do Los Angeles, kde žili až do roku 2013. V roce 2013 se přestěhovali do francouzského Roquevaire a mají spolu syna, který se jim narodil v září 2007.

## Kariéra
Jako herec se Franzén objevil ve více než 50 filmech a televizních seriálech. Za roli ve filmu Dog Nail Clipper získal cenu Jussi za nejlepšího herce a vysloužil si také pochvalu od filmového kritika Jaye Weissberga z časopisu Variety, který herce označil za "jednoho z nejtalentovanějších a nejvšestrannějších finských herců".
Za svou kariéru se objevil ve finských, estonských, německých, anglických, švédských a maďarských filmech. V roce 2015 byl Franzén obsazen do role krále Haralda Finehairda v seriálu Vikingové. Franzén byl také obsazen do seriálu The Wheel of Time společnosti Amazon Prime Video.
V roce 2020 režíroval a namluvil krátký film s vikingskou tematikou nazvaný "Age of Vikings: Fates", který byl natočen ve staré švédštině. V roce 2021 Franzén nazpíval píseň Þat Mælti Mín Móðir. Píseň se poprvé objevila v televizním seriálu Vikingové, kde ji zpíval Harald Finehair (ztvárněný Peterem Franzénem). Zde Franzén znovu vystupuje a zpívá píseň ve staroseverském jazyce.

## Filmografie

### Film
| Rok  | Titul                             | Role                  | Režisér               | Poznámky |
| ---- | --------------------------------- | --------------------- | --------------------- | --- |
| 1994 | Kissan kuolema - Death of a Cat   | Saku                  | Raimo O. Niemi        | |
| 1996 | Tie naisen sydämeen               | Kauko                 | Pekka Parikka         | |
| 1998 | A Summer by the River             | Kottarainen           | Markku Pölönen        | Vyhrál ocenění Jussi za nejlepšího herce ve vedlejší roli                                                     |
| 1998 | Trains'n'Roses                    | Lakův milenec         | Peter Lichtefeld      | |
| 1999 | Ambush                            | Poručík Eero Perkola  | Olli Saarela          | Nominován na ocenění Jussi za nejlepšího herce Vyhrál ocenění nejlepšího herce na Filmovém festivalu v Rouenu |
| 1999 | Rikos ja rakkaus                  | Jussi Rosenström      | Pekka Milonoff        | |
| 2000 | Badding                           | Ossi Mäki             | Markku Pölönen        | |
| 2000 | Bad Luck Love                     | Moderátor             | Olli Saarela          | |
| 2001 | Drakarna över Helsingfors         | Sammy Ceder           | Peter Lindholm        | |
| 2001 | Jewel of the Sahara               | Young François Renoir | Ariel Vromen          | Krátký film                                                                                                   |
| 2001 | Rollo and the Spirit of the Woods | Moderátor             | Olli Saarela          | |
| 2001 | On the Road to Emmaus             | Mankka-Arvi           | Markku Pölönen        | Nominován na ocenění Jussi za nejlepšího herce ve vedlejší roli                                               |
| 2002 | Names in Marble                   | Sulo Kallio           | Elmo Nüganen          | |
| 2002 | Lovers & Leavers                  | Marko                 | Aku Louhimies         | |
| 2003 | At Point Blank                    | Juha                  | Peter Lindmark        | |
| 2003 | Bad Boys                          | Otto Takkunen         | Aleksi Mäkelä         | |
| 2004 | Dog Nail Clipper                  | Mertsi                | Markku Pölönen        | Vyhrál ocenění Jussi za nejlepšího herce                                                                      |
| 2004 | Honey Baby                        | Číšník                | Mika Kaurismäki       | |
| 2004 | Hotet                             | Magnus                | Kjell Sundvall        | |
| 2004 | Popular Music                     | Hlas                  | Reza Bagher           | |
| 2004 | Täna öösel me ei maga             | Harri                 | Ilmar Taska           | |
| 2006 | Babas bilar                       | Pekka Kukka           | Rafael Edholm         | |
| 2006 | Matti: Hell Is for Heroes         | Nick Nevada           | Aleksi Mäkelä         | |
| 2006 | Mystery of the Wolf               | Antero Venesmaa       | Raimo O. Niemi        | |
| 2007 | The Matriarch                     | Laszlo                | Markku Pölönen        | |
| 2008 | Cleaner                           | Bronson               | Renny Harlin          | |
| 2008 | Three Wise Men                    | Mikuláš               | Mika Kaurismäki       | |
| 2009 | Hellsinki                         | Moderátor             | Aleksi Mäkelä         | Vyhrál ocenění Jussi za nejlepšího herce ve vedlejší roli                                                     |
| 2009 | Ralliraita                        | Moderátor             | Markku Pölönen        | |
| 2010 | Priest of Evil                    | Timo Harjunpää        | Olli Saarela          | Nominován na ocenění Jussi za nejlepšího herce                                                                |
| 2010 | Princess                          | Saastamoinen          | Arto Halonen          | |
| 2011 | Body of Water                     | Elias                 | Joona Tena            | |
| 2012 | Road North                        | Pertti Paakku         | Mika Kaurismäki       | Nominován na ocenění Jussi za nejlepšího herce ve vedlejší roli                                               |
| 2012 | The Path of the Righteous Men     | Taisto Raappana       | Anders Engström       | |
| 2012 | Purge                             | Hans Pekk             | Antti Jokinen         | |
| 2013 | Open Up to Me                     | Sami                  | Simo Halinen          | Nominován na ocenění Jussi za nejlepšího herce                                                                |
| 2013 | Heart of a Lion                   | Teppo                 | Dome Karukoski        | |
| 2013 | Above Dark Waters                 | Moderátor             | Peter Franzén         | Režijní debut                                                                                                 |
| 2015 | The Gunman                        | Reiniger              | Pierre Morel          | |
| 2015 | Lapland Odyssey 2                 | Moderátor             | Teppo Airaksinen      | |
| 2015 | Homecoming                        | Tomi                  | Mika Kaurismäki       | |
| 2015 | Johan Falk 15: Blood Diamonds     | Milo                  | Peter Lindmark        | DVD |
| 2015 | Johan Falk 17: The End            | Milo                  | Richard Holm          | DVD |
| 2016 | The Mine                          | Moderátor             | Aleksi Salmenperä     | |
| 2018 | Ashes in the Snow                 | Generál Komarov       | Marius A. Markevicius | |
| 2020 | Meander                           | Adam                  | Mathieu Turi          | |
| 2021 | Omerta 6/12                       |                       | Aku Louhimies         | |
| 2021 | Tale of the Sleeping Giants       | Vypravěč              | Marko Röhr            | |

### Televize
| Rok       | Titul                | Role                 | Poznámky                       |
| --------- | -------------------- | -------------------- | ------------------------------ |
| 1996      | Maigret              | Leo Liikanen         | 1 díl                          |
| 1999      | The Wild Thornberrys | Stráž                | Díl: On the Right Track (hlas) |
| 2001      | V.I.P.               | Nazi                 | Díl: Val's Big Bang            |
| 2003      | Irtiottoja           |                      |                                |
| 2003      | Madventures          | Sám sebe             | Díl: U.S.A – California        |
| 2004      | CSI: Miami           | Ivan Radu            | Díl: Legal                     |
| 2006      | Studio Impossible    |                      |                                |
| 2007–2012 | Karjalan kunnailla   | Jake Rosenius        |                                |
| 2009      | True Blood           | Moderátor            | Díl: Never Let Me Go           |
| 2016      | Beck – Gunvald       | Risto Kangas         | 1 díl                          |
| 2016–2020 | Vikings              | Král Harald Finehair | Hlavní role                    |
| 2021      | Love, Death & Robots | Sníh                 | Díl: Snow in the Desert        |
| 2021      | The Wheel of Time    | Stepin               | N/A                            |
| TBA       | Helsinki Syndrome    |                      | N/A                            |